# Рафф, Йозеф Иоахим
Йозеф Иоахим Рафф (нем. Joseph Joachim Raff; 27 мая 1822, Лахен близ Цюриха, Швейцария — 4 июня 1882, Франкфурт-на-Майне) — немецко-швейцарский композитор, музыкальный педагог, музыкант.

## Биография
Родился в швейцарской немецкоговорящей коммуне Лахен в семье музыканта-органиста, бежавшего в 1810 году из Вюртемберга от принудительной вербовки в армию-союзницу Наполеона, пополнявшуюся для похода в Россию.
Специального музыкального образования не получил, был в значительной степени самоучкой. Закончив иезуитскую школу в Швице, стал учителем. Работал в качестве педагога в Шмериконе, Швице и Рапперсвиле.
Первые опыты своего музыкального творчества — несколько фортепианных композиций — И. Рафф послал Ф. Мендельсону; по его рекомендации они были изданы в 1844 году музыкальным издательством Breitkopf & Härtel и получили положительные оценки Р. Шумана в журнале «Neue Zeitschrift für Musik». Успех побудил Раффа переехать в Цюрих и полностью посвятить себя творческой деятельности.
Большую поддержку Раффу оказал также Ф. Лист, с которым он познакомился в 1845 году в Базеле. Некоторое время жил в Штутгарте, был дружен с Г. Бюловым.
С 1850 по 1853 год Рафф работал помощником Ф. Листа в Веймаре, где с 1850 года примкнул к веймарской школе музыки, сотрудничал с журналом «Neue Zeitschrift für Musik», опубликовал работу «Вагнеровская проблема» (1854).
В 1856—1877 гг. жил в Висбадене. В 1877 году стал первым директором консерватории Хоха во Франкфурте-на-Майне. Основал специальный класс для женщин-композиторов и привлек Клару Шуман и других выдающихся музыкантов в качестве музыкальных педагогов. Сам будучи преподавателем композиции, воспитал ряд талантливых композиторов и музыкантов, среди которых Э. Мак-Доуэлл и А. Риттер.
Премьера оперы композитора «Король Альфред», поставленная в Веймаре, особого успеха не имела, но после исполнения в Веймаре инструментальных сочинений репутация Раффа как симфониста стала расти. Музыкальные произведения Раффа в своё время пользовались известностью и были репертуарными в различных европейских странах; Н. Ф. Соловьёв в «Энциклопедии Брокгауза и Ефрона» относил Раффа к числу «выдающихся композиторов современной германской школы».

## Избранные сочинения
Оперы
- Король Альфред (König Alfred, 1848; 2-я ред. 1851, Веймар),
- Дама Кобольд (Dame Kobold, 1870, Веймар)
- Бенедетто Марчелло (Benedetto Marcello) и др.

оратории;
для оркестра
- 11 симфоний, в том числе:
  - «К Родине» — An das Vaterland, 1863;
  - В лесу — Im Walde, 1869;
  - Леонора, 1872;
  - В Альпах — In den Alpen, 1877;
  - Весенние звуки — Frühlingsklänge, 1878;
  - Летом — Im Sommer, 1880,

сюиты, увертюры, в том числе к пьесам У. Шекспира;
для инструментов с оркестром
- для фортепиано: концерт, Ода весне (Ode au printemps), сюита;
- для скрипки: 2 концерта, сюита;
- для виолончели: 2 концерта;

камерно-инструментальные ансамбли, в том числе
- 4 фортепианных трио, 8 струнных квартетов, фортепианный квинтет, струнный секстет, струнный октет; для фортепиано — 2 сонаты, сюиты, пьесы, транскрипции произведений И. С. Баха, Г. Ф. Генделя; хоры, дуэты, песни.